# Bà chúa Bầu họ Vũ
Bà chúa Bầu họ Vũ, tên thật là Vũ Thị Ngọc Anh (hay On) là một nữ tướng và là một thần linh Việt Nam. Tương truyền bà là con gái của Chúa Bầu Vũ Văn Mật.

## Sự tích
Sau khi Vũ Văn Uyên mất, Vũ Văn Mật nối quyền. Con gái của Vũ Văn Mật là Vũ Thị Ngọc Anh được tiến cử lên vua Lê Trang Tông. Bà được phong Phó tướng và được cha giao phụ trách quân lương, luyện tập binh sĩ.
Vùng Yên Bái, Tuyên Quang khi đó là một vùng rừng núi hiểm trở, hầu hết dân bản xứ là tộc người thiểu số, trình độ canh tác thấp. Bà đã đem kinh nghiệm canh tác miền xuôi phổ biến cho dân, binh trong vùng khai hoang ruộng nước, trồng bông dệt vải, trồng thảo dược chữa bệnh. Từ đó hình thành nên hàng chục cánh đồng tại miền Thu Vật, Lục Yên. Chùa São còn là nơi cất trữ lương thực, thực phẩm cho nghĩa quân chiến đấu với nhà Mạc.
Với sự giúp sức của con gái Vũ Thị Ngọc Anh, Vũ Văn Mật xây dựng được nhiều thành quách ở Tuyên Quang và dọc sông Chảy. Tương truyền sau này khi giao chiến với quân nhà Mạc, bà bị thương, cưỡi voi về đến rừng vải ở vùng Lục Yên thì mất. Con voi sau đó cũng chết theo.
Do có công rất lớn trong việc giúp đỡ dân chúng trong vùng phương thức canh tác nên bà được gọi là "Bà Chúa Lương", "Bà Chúa Kho", "Bà Anh thần nông", "Bà Bụt". Do các đời kế cận Vũ Văn Mật đều được gọi chung là chúa Bầu nên bà còn được gọi là "Bà Chúa Bầu".

## Thờ phụng

### Chùa São
Chùa São hay chùa Hương Thảo thuộc thôn São, xã Tân Lập, huyện Lục Yên, tỉnh Yên Bái có hang São là nơi xưa kia bà Ngọc Anh chứa lương, trú binh. Chúa nằm gần núi Hắc Y có chùa Thượng Miện, chùa Vàng, chùa Dõng, chùa Tháp Bảo... đây cũng là nơi Vũ Văn Mật xây dựng võ trường huấn luyện binh sĩ. Chùa tổ chức lễ hội hàng năm vào tháng giêng âm lịch, trùng với lễ hội đền Đại Cại, nơi thờ tự bà chúa. Năm 2009, chùa hang São đã được Ủy ban nhân dân tỉnh Yên Bái cấp bằng chứng nhận Di tích cấp tỉnh.

### Đền Đại Cại
Đền Đại Cại trước có tên là đền Tạ Cại. Sau nhiều lần di dời trong lịch sử, đền ngày nay nằm trong quần thể di tích lịch sử - văn hóa Chùa tháp Hắc Y - Đại Cại thuộc xã Tân Lĩnh, huyện Lục Yên đã được Bộ Văn hóa, Thể thao và Du lịch công nhận là Di tích cấp quốc gia. Lễ hội tổ chức hàng năm vào ngày rằm tháng giêng, cầu Bà chúa phù hộ cho mưa thuận, gió hòa, mùa màng tươi tốt,... và thể hiện truyền thống, đạo lý uống nước nhớ nguồn của dân tộc ta, để tưởng nhớ đến công ơn những danh nhân một thời đã có công khai sơn, phá thạch, chiêu dân, lập làng mở chợ, xây dựng thành luỹ, giữ yên bờ cõi từ thời các vua Lý-Trần.